# 重兴 (秦尚行)
重兴（1644年九月—十二月）为中国明朝末年清朝初年起事者秦尚行等人的年号，前后共使用4個月。

## 公元纪年对照表
| 重兴 | 元年   |
| ---- | ------ |
| 公元 | 1644年 |
| 干支 | 甲申   |

## 同期存在的其他政权年号
- 中国
  - 崇祯（1628年－1644年）：明—朱由检之年号
  - 顺治（1644年－1661年）：清—清世祖福临之年号
  - 天定（1644年）：清朝时期—刘守分之年号
  - 永昌（1644年－1645年）：大顺—李自成之年号
  - 大顺（1644年－1646年）：大西—张献忠之年号
- 越南
  - 福泰（1643年－1649年）：后黎朝—黎真宗黎维祐之年号
  - 順德（1638年－1677年）：莫朝—莫敬完之年号
- 日本
  - 寬永（1624年－1644年）：后水尾天皇、明正天皇、后光明天皇之年號
  - 正保（1644年－1648年）：后光明天皇之年號

## 參看
- 中國年號索引
- 其他时期使用的重兴年号